# Lujerului
Lujerului is een metrostation in Boekarest. Het station wordt bediend door metrolijn 3. Lujerului ligt in het westen van Boekarest, in de wijk Militari. Het metrostation werd in 1983 geopend, samen met de andere stations van dit westelijk deeltraject van metrolijn 3, op Eroilor na. De dichtstbijzijnde stations zijn Politehnica en Gorjului.
Van 1983 tot 2009 had het metrostation de naam Armata Poporului, als eerbetoon aan het Armata Poporului, het Roemeens Volksleger.  Het was ook de naam van de laan waar de lijn onder liep.  Deze naam werd in 1997 aangepast naar Iuliu Maniu-laan, als eerbetoon aan de Roemeense staatsman Iuliu Maniu en vanuit de wens alle referenties naar het communistisch symbolisme af te bouwen. Het was pas in 2009 dat de metromaatschappij op zijn beurt een naamswijziging doorvoerde en hiervoor de huidige naam Lujerului koos, de naam van de dwarsstraat op de laan vlak bij het station.